# Château d'eau de la rue Dominion
Le château d'eau de la rue Dominion est une structure industrielle située à Waterville au Québec (Canada). Il a été construit pour l'usine de la Dominion Snath Company, qui a été au début du XXe siècle le plus important fournisseur de manches à faux en bois en Amérique du Nord. Le château d'eau est le seul vestige qui reste de l'usine, qui a été démolie au début du XXIe siècle. Il a été cité comme immeuble patrimonial en 2010.

## Localisation
Le château d'eau de la rue Dominion est situé à proximité de la rivière Coaticook, dans un secteur industriel de Waterville.

## Histoire
Waterville est peuplée à partir du début du XIXe siècle. La présence de la rivière Coaticook attire plusieurs moulins. La localité change plusieurs fois de nom au gré des propriétaires des moulins. Elle prendra le nom de Waterville en 1876 afin d'évoquer l'importance de l'eau dans la création de la localité. 
La Dominion Snath Company, une entreprise spécialisée dans la fabrication de manches en bois pour les faux, est fondée à Sherbrooke. En 1890 le propriétaire, Joseph Rice Ball (1846-1919), décide de déménager l'usine sur les berges de la rivière Coaticook afin de profiter de l'énergie de la rivière. Quant au château d'eau, il a été construit entre 1896 et 1900 dans le but d'assurer une pression constante dans la canalisation de l'usine. La Dominion Snath Company devient rapidement de principal fabricant de manches à faux en bois en Amérique du Nord. Elle devient aussi le principal employeur de Waterville. 
L'utilisation de la faux diminue à partir du milieu du XXe siècle, ce qui affecte grandement la compagnie. Elle tente de diversifier sa production. Durant les années 1960 elle est vendue à des Américains et elle est fermée peu après. Après plusieurs années d'abandon, les bâtiments de l'usine sont démolis au tournant du XXIe siècle, à l'exception du château d'eau. Le château d'eau a été cité le 7 septembre 2010 comme immeuble patrimonial par la municipalité de Waterville.